# ساوث بارينغتون (إلينوي)
ساوث بارينغتون (بالإنجليزية: South Barrington)‏ هي قرية تقع في الولايات المتحدة في مقاطعة كوك، إلينوي. يقدر عدد سكانها بـ 4,565 نسمة .